# Лига шампиона у хокеју на леду
Лига шампиона у хокеју на леду је европско хокејашко такмичење које је покренуто на иницијативу 32 клуба из 13 европских лига и међународне хокејашке федерације.

## Позадина
ИИХФ је покренуо првенство са истим именом 2008. године да би се поклопио са 100. годишњицом од основања ИИХФ-а. Првенство је трајало само једну сезону и играло се од 8. октобра 2008 до 28. јануара 2009. године а освојили су га Цирих лајонси. ИИХФ је планирао да следеће године покрене још једну сезону, али је на крају морао да откаже учешће на турниру због проблема са проналажењем спонзора и јер нису успели да се договоре о формату такмичења. Дана 9. децембра 2013, ИИХФ је званично саопштио да су покренули нови турнир са истим именом, који је одвојен од Европског трофеја и који ће почети од сезоне 2014/15.

## Сезона 2014/15
У првој сезони Лиге шампиона први круг такмичења ће почети 21. августа 2014, а завршиће се 7. октобра 2014. године. Четрдесет четири клубова из дванаест различитих европских земаља ће учествовати у сезони и биће подељени у једанаест група са четири клуба. Играће се двоструки лига систем, сваки клуб ће одиграти у групи по 6 утакмица. Победници група, као и 5 најбољих другопласираних екипа квалификоваће се у елиминациону рунду која почиње 4. новембра 2014. а завршава се 4. фебруара 2015. године. Укупно ће бити одиграно 161 утакмица. Жреб за први круг такмичења ће се одржати 21. маја у Минску.

## Екипе
Сваке године ће учествовати 44 клуба из најмање осам држава. Клубови могу да се квалификују за лигу на освову А, Б или Ц лиценце.
- А лиценца: Двадесет шест клубова, оснивачи лиге добијају А лиценцу, под условом да играју Прву лигу у својим државама. (ЕБЕЛ, Чешка екстралига, СМ Лига, Немачка лига, Национална А лига и Шведска лига)[3]

- Б лиценца: По два клуба из шест лига оснивача који немају А лиценцу, на основу успеха у првенству добијају Б лиценцу. Услови за добијање Б лиценце:[4][5]

1. Шампион
2. Победник регуларне сезоне
3. Другопласирани у првенству
4. Финалиста плеј-офа
5. Боље пласирани полифиналиста плеј-офа
6. Слабије пласирани полуфиналиста плеј-офа

- Ц лиценца: Од два до пет клуба која не припадају оснивачима, добиће позивницу. Ц лиценцу добиће и шампиони следећих првенстава: Серија А, Хокејашка лига Уједињеног Краљевства, Хокејашка лига Норвешке, Хокејашка лига Француске, Хокејашка лига Данске и Словачка екстралига.[2]

## Награде
У сезони 2014/15, 40 клубова ће се такмичити за укупно 1,5 милиона евра. Међутим, још није најављено како ће бити подељен новац.